# Joachim Dreifke

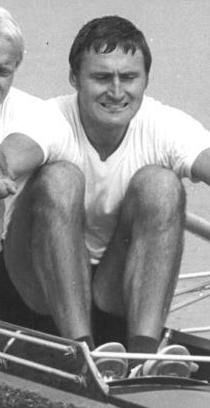
Joachim Dreifke am 24. August 1982 bei den Ruder-Weltmeisterschaften in Luzern

Joachim Dreifke (* 26. Dezember 1952 in Greifswald) ist ein ehemaliger, sehr erfolgreicher Rudersportler, der für die DDR startend in seiner Karrierelaufbahn einige Medaillen bei den Olympischen Spielen und anderen nennenswerten Wettkämpfen gewann. Dreifke begann beim Greifswalder Ruderclub und wurde 1972 zum ASK Vorwärts Rostock delegiert. Nach seiner aktiven Laufbahn wurde er Trainer. Zudem war er bei Seniorenwettbewerben erfolgreich.

## Erfolge
- 1974: Weltmeister im Doppelvierer in Luzern
- 1976: Bronzemedaille im Einer bei den Olympischen Sommerspielen 1976 in Montreal hinter Pertti Karppinen und Peter-Michael Kolbe
- 1977: Weltmeister im Einer in Amsterdam
- 1978: Weltmeister im Doppelvierer auf dem Lake Karapiro, Neuseeland
- 1979: Weltmeister im Doppelvierer in Bled
- 1980: Goldmedaille zusammen mit Klaus Kröppelien im Doppelzweier bei den Olympischen Sommerspielen 1980 in Moskau
- 1982: Vizeweltmeister im Doppelzweier in Luzern

1977 war Dreifke DDR-Meister im Einer; 1975 zusammen mit Jürgen Bertow sowie 1981 und 1982 zusammen mit Klaus Kröppelien war er jeweils DDR-Meister im Doppelzweier. Außerdem gewann er sechs Titel im Doppelvierer: 1973, 1974, 1978, 1979, 1981 und 1983. Er wurde mehrmals mit dem Vaterländischen Verdienstorden ausgezeichnet. 1984 erhielt er diesen Orden in Gold.